# 애너하임 스트리트역
애너하임 스트리트역(Anaheim Street Station) 또는 애너하임역(Anaheim Station)은 로스앤젤레스 메트로의 A선역 중 하나이다. 섬식 승강장 구조를 가지고 있으며, 캘리포니아주 롱비치의 애너하임가(Anaheim Street)와 롱비치 대로(Long Beach Boulevard) 교차로의 중간 지점에 위치하고 있다. 이 역은 애너하임 도시명이 아닌, 이 역이 위치한 인근 거리 이름을 따서 지어졌다.
1990년 7월 14일 A선(개통 당시 파란선)이 개통되었을 때, 이 역은 몇 달 후 다운타운 롱비치 순환선이 개통되기 전까지 남쪽 종착역이었다.

### 역 구조
| 승강장 | A선                             | ← 5번가 5th Street Station ← 다운타운 롱비치역행 (종착점행)                                 |
| 승강장 | 섬식 승강장, 왼쪽 출입문이 열림 |                                                                                             |
| 승강장 | A선                             | → 퍼시픽해안고속도로역 Pacific Coast Highway station → 7th 스트리트/메트로센터역행 (기점행) |

## 서비스

### 열차 운행 정보
A선 운행 시간은 매일 오전 5시부터 오전 12:45까지이다.

### 연결 가능한 대중교통
- 메트로 로컬: 60 (심야 및 새벽 아침 전용), 232
- 롱 비치 트랜싯(Long Beach Transit): 1, 45, 46, 51, 52

## 인근 역세권
- 세인트 메리 메디컬 센터(St. Mary Medical Center)